# زهراب‌کند (داغستان)
زهراب‌کند (به لاتین: Zukhrabkent) یک منطقهٔ مسکونی در روسیه است که در داغستان واقع شده‌است.